# Julio Ruelas

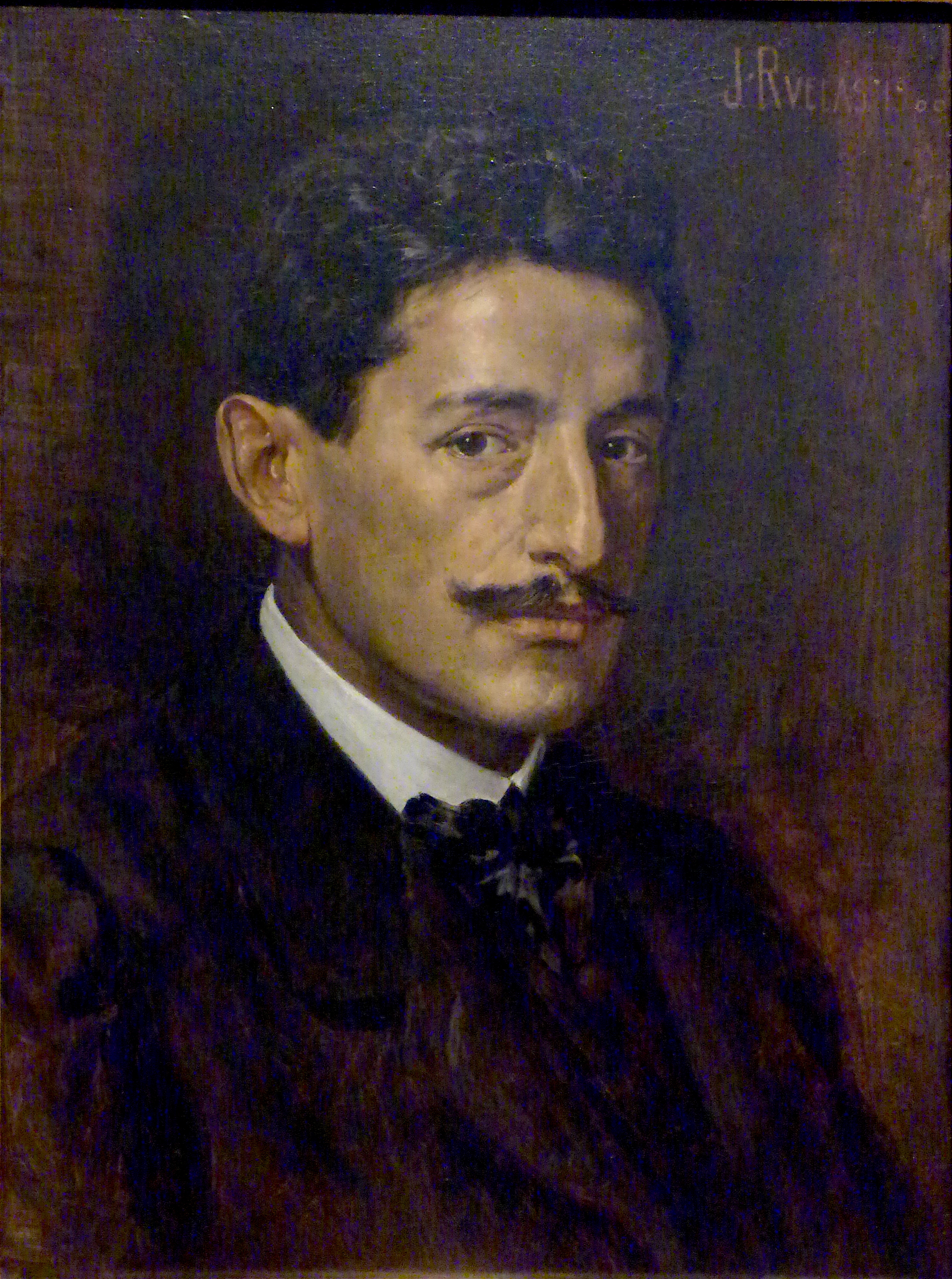
Julio Ruelas

Julio Ruelas (* 21. Juni 1870 in Fresnillo/Zacatecas; † 16. September 1907 in Paris)  war ein mexikanischer Maler und Grafiker. Er zählte zur Gruppe der Modernistas.

## Biografie
Ruelas studierte ab 1887 Malerei an der Escuela Nacional de Bellas Artes in Mexiko-Stadt und dann als Stipendiat ab 1891 an der Kunstakademie Danzig. Hier traf er auf Arnold Böcklin, der ihn in seiner Malerei sehr beeinflusste. Nach seiner Rückkehr nach Mexiko-Stadt im Jahr 1895 verkehrte er in den Kreisen der Künstler und Intellektuellen und  war 1898 Mitbegründer der Zeitschrift Revista Moderna. 1904 ging er mit einem Stipendium der französischen Regierung nach Paris, wo er im Studio von Marie Cazin die Grafikkunst erlernte und bis zu seinem Tode lebte und arbeitete. Viele seiner Bilder und Radierungen, deren Inhalt vor die Themen Tod, Liebe, Unterdrückung, Angst und Verzweiflung waren, illustrierten zwischen 1903 und 1911 die Revista Moderna.

## Bekannte Bilder (Auswahl)
- La domadora (Die Dompteuse; 1897)
- Margarita Ruelas Suárez en traje propio para salir, 1897, Öl auf Leinwand, 54 × 41 cm, Colección Banamex (dargestellt ist die Schwester des Künstlers)[2]
- Autorretrato (Selbstporträt; 1900)
- La Entrada de don Jesús Luján a la Revista Moderna (Der Eintritt von Herrn Jesús Luján bei der Zeitschrift Revista Moderna; 1904)
- El general Sóstenes Rocha y su Estado Mayor (1901)
- El sueño de Athos (Der Schlaf von Athos; 1905)